# Vida István (történész)
Vida István (Budapest, 1940. október 3. – 2020. november 3.) történész, egyetemi tanár, a Magyar Tudományos Akadémia (MTA) köztestületének tagja. A 20. század magyar és nemzetközi kapcsolatok történetének kutatója.

## Életpályája
1958-ban vették fel a budapesti Eötvös Loránd Tudományegyetem (ELTE) Bölcsészettudományi Karára magyar-történelem szakára, egy évvel később elkezdte filozófiai tanulmányait is. Harmadéves korától társadalmi ösztöndíjasként a Magyar Tudományos Akadémia (MTA) Történettudományi Intézetének gyakornoka volt, az egyetem elvégzése után, 1963-tól itt helyezkedett el. Ránki György biztatására kezdett el a a Független Kisgazdapárt történetével foglalkozni, a párt 1944–1947 közötti történetét feldolgozó disszertációját 1976-ban adták ki. A könyv megjelenése feltűnést keltett, az ügy végül Aczél György, a Kádár-korszak kultúrpolitikájának legfőbb irányítójához is eljutott, aki utasítást adott, hogy jelentessék meg a kötetet, de csak kis példányszámban, korlátozva a terjesztést. Így végül 1500 példányban látott napvilágot. A második világháború utáni, koalíciós időszakot feldolgozó kismonográfiájának megjelenése szintén akadályokba ütközött, Ránki támogatása ellenére is csak elkészülte után 10 évvel jelenhetett meg a Magvető Kiadó Nemzet és emlékezet sorozatában. 1986-tól 1990-ig, megszűnéséig, a Jelenkortörténeti Osztályt vezette, 1990-től 2000-ig a Jelenkortörténeti Csoport munkáját irányította.
Egyik alapító tagja volt 1984-től a Bihari Mihály által, az Eötvös Loránd Tudományegyetem (ELTE) Állam- és Jogtudományi Karán létrehozott politikatudományi csoportnak, majd Politológiai Tanszéknek, 1985-től 2000-ig másodállású docensként itt tanított.
2001-től egyetemi docensként az ELTE Történeti Intézet Politikaelméleti Tanszékének vezetője volt 2005-ig (nyugdíjazásáig). 2007-től 2011-ig az MTA ELTE BTK-ra kihelyezett "Pártok, pártrendszerek, parlamentarizmus" kutatócsoport félállású tudományos tanácsadója volt.
Számos fontos szakmai és közéleti megbízatást töltött be. Többek között éveken át volt az MTA közgyűlési képviselője, illetve az MTA Történettudományi Bizottságának a tagja, a Magyar–Orosz Történész Vegyesbizottság titkára, majd alelnöke, a Politikatudományi Társaság alelnöke, a Külügyi Társaság, valamint a MAB Szociológiai és Politikatudományok Bizottságának a tagja. 2003 és 2005 között, Kosáry Domokos és Vizi E. Szilveszter ajánlására, az MTA delegáltjaként, az állambiztonsági szervek iratainak átadását felügyelő, háromtagú bizottság egyik tagjaként működött. Szerkesztőbizottsági tagja volt a Századok, a Történelmi Szemle és a Múltunk című folyóiratoknak is.
Utolsó éveiben Hegymegi Kiss Pál, egykori országgyűlési képviselő életútjának feldolgozásával foglalkozott.

## Munkássága
Fő kutatási területe a 20. század magyar politikatörténete volt, különös tekintettel a Független Kisgazdapárt történetére, az 1956-os forradalom időszakára, az 1939 utáni magyar külpolitika és a magyarországi politikai pártok és pártrendszerek történetére.
Sipos Péterrel és Stier Miklóssal elsőként írtak modern szemléletű tanulmányt a Horthy-korszak parlamentjének társadalmi összetételéről, tanulmányukkal kezdődött a modern elitkutatás. Vörös Vince egykori kisgazdapárti politikussal összeállították azon 342 kisgazdapárti politikus életrajzi adatait, akik 1944 és 1949 között voltak a nemzetgyűlés tagjai. Ez a munka lett az alapja az Országgyűlés Irodája támogatásával megindult parlamenti történeti almanach sorozatnak, amelynek főszerkesztői teendőit látta el.
Érdeklődésében megkülönböztetett helyet foglalt el az 1945 utáni diplomáciatörténet, ezen belül a magyar-szovjet kapcsolatok. 1992-ben Ormos Mária vezetésével megalakult a Jelenkorkutató Bizottság, a kutatócsoport keretei között sorra jelentették meg a magyar-szovjet, magyar-jugoszláv, magyar-román kapcsolattal foglalkozó köteteket.
Külön foglalkozott Bibó István életével és politikájával, a szerkesztésében jelentek meg 1986-ban Bibó három kötetes Válogatott tanulmányai (a később megjelent negyedik kötet munkálataiban nem vett részt).
Nagy jelentőségű munkája az általa szerkesztett 2011-ben megjelent Magyarországi politikai pártok lexikona (1846-2010), amely tartalmazza azon 320 politikai szervezet minden adatát a dualizmus korától, a politikai pártok megjelenésétől napjainkig, amely valaha is jelöltet állított parlamenti választásokon.

## Családja
Szülei a csepeli Weiss Manfréd Acél- és Fémműveknél dolgozó munkásemberek voltak, édesapja festő-mázoló és üveges, édesanyja betanított segédmunkás volt. Három testvére, két öccse és egy húga volt. Idősebb öccse László katonai pályát futott be, kisebbik öccse Géza közgazdász-könyvvizsgáló, Teréz nővér volt. Felesége Bihari Györgyi magyar-angol szakos tanár. Házasságából két lánya született, Vida Júlia, projektvezető a nonprofit szektorban, life coach és Vida Katalin, pszichológus.

## Főbb művei

### Kézikönyvek, monográfiák, tanulmánygyűjtemények
- A Független Kisgazdapárt politikája 1944-1947 (Akadémiai Kiadó, 1976)
- Koalíció és pártharcok 1944-1948 (nemzet és emlékezet sorozat; Magvető Könyvkiadó, 1986)

### Szerkesztett kötetek
- Bibó István válogatott tanulmányok I-III.kötet (Magvető Kiadó, 1986)
- A koalíciós korszak pártjainak szervezeti szabályzatai 1944-1948: Vida István – Vass Henrik (szerk.)  (MTA Politikatudományi Intézet ELTE Politológiai Tanszék, 1992)
- Az ideiglenes Nemzetgyűlés almanachja. 1944-1945 (Magyar Országgyűlés, 1994)
- Iratok a magyar diplomácia történetéhez 1956 – 1989 B. sorozat: Kiss József – Ripp Zoltán – Vida István (szerk.) (MTA Jelenkor-kutató Bizottság, 1995)
- Történeti almanach II. – Az 1945. évi Nemzetgyűlés almanachja (Magyar Országgyűlés, 1999)
- Magyar-román kapcsolatok 1956-1958: Ormos Mária – Vida István (szerk.) (Paulus-Publishing Bt., 2004)
- Iratok a magyar-szovjet kapcsolatok történetéhez (Gondolat Kiadó, 2005)
- Diák- és ifjúsági mozgalmak 1956-1958 – Forradalom – ellenállás – megtorlás (Gondolat Kiadói Kör, 2007)
- A koalíciós korszak pártjainak gazdálkodása 1944-1949 (Gondolat Kiadó, 2008)
- Nagy Imre és kora V. A BUDAPESTI EGYETEMISTÁK ÉS FŐISKOLÁSOK 1956-BAN Némethné Dikán Nóra – Szabó Róbert – Vida István (szerk.) (Nagy Imre Alapítvány-Gondolat Kiadó, 2009)
- Magyarországi politikai pártok lexikona 1846-2010 (Gondolat Kiadói Kör, 2011)